# Оксиэтилортоаминофенол
О́ксиэти́ло́ртоами́нофено́л (HEAP, 2-(2-гидроксианилино)-этанол, 2-(2-гидроксиэтиламино)-фенол, монооксиэтил-ортоаминофенол, N-бета-гидрооксиэтилортоаминофенол) — органическое соединение, производное 2-аминофенола с формулой C8H11NO2. Использовался в середине XX века в чёрно-белых сверхмелкозернистых фотографических проявителях.
Торговые названия гемисульфата оксиэтиламинофенола, применяемого для фотографических целей: атомал (Agfa, Германия), HEAP сульфат.

## История
Вещество впервые синтезировано немецкими химиками Г. Ределлейном и В. Миллером в 1929 году. Первым составом на его основе стал предложенный в 1935 году фирмой Agfa проявитель «Atomal».
Фотографические рецептуры на основе супераддитивных смесей гемисульфата оксиэтиламинофенола и параоксифенилглицина были запатентованы английской фирмой May & Baker в патенте GB644249 (A), заявленном в 1949 и выданном в 1950 году, где впервые было предложено использование параоксифенилглицина в качестве ускоряющего средства и карбонатов в качестве щелочи, что решило проблему падения чувствительности с условием сохранения мелкозернистости.
В СССР после 1945 года был выпущен проявитель «ортомикроль», сделанный на основе оксиэтилортоаминофенола. В 1960-х годах он входил в число пяти производимых отечественной фотопромышленностью проявителей для негативных фотоплёнок. По результатам испытаний, проведённых на кафедре товароведения промышленных товаров МИНХ им. Плеханова он показал среди этих пяти проявителей лучшие практические результаты по мелкозернистости изображения.

## Физические и химические свойства
По структуре представляет собой 2-аминофенол, у которого один из атомов водорода замещён оксиэтильной группой (C2H4OH). Производился в виде гемисульфата (C8H11NO2 · 1/2 H2SO4), CAS: 43100-74-9. Молярная масса составляет 153,181 г/моль.
Обладает способностью сильно дробить зерно в процессе фотографического проявления, давая тонкие проработанные детали с плавными переходами в полутонах. Негативное изображение имеет окраску от бежевой до слабо-коричневой, кажется вялым и недопроявленным, но при этом полученные негативы пригодны для получения сверхувеличений, а позитивные отпечатки, полученные с этих негативов, дают хорошую проработку в деталях и тенях.
Несмотря на наличие гидроксильной группы, оксиэтиламинофенол не относится к активным проявляющим веществам и требует использования второго проявляющего вещества как ускорителя. При применении параоксифенилглицина как второго проявителя зерно сохраняется на уровне парафенилендиаминовых проявителей с сульфитом, а светочувствительность материала — на уровне метол-гидрохиноновых проявителей с тетраборатом натрия.

## Получение
Получают взаимодействием 2-аминофенола с этиленхлоргидрином, либо с окисью этилена.

## Применение

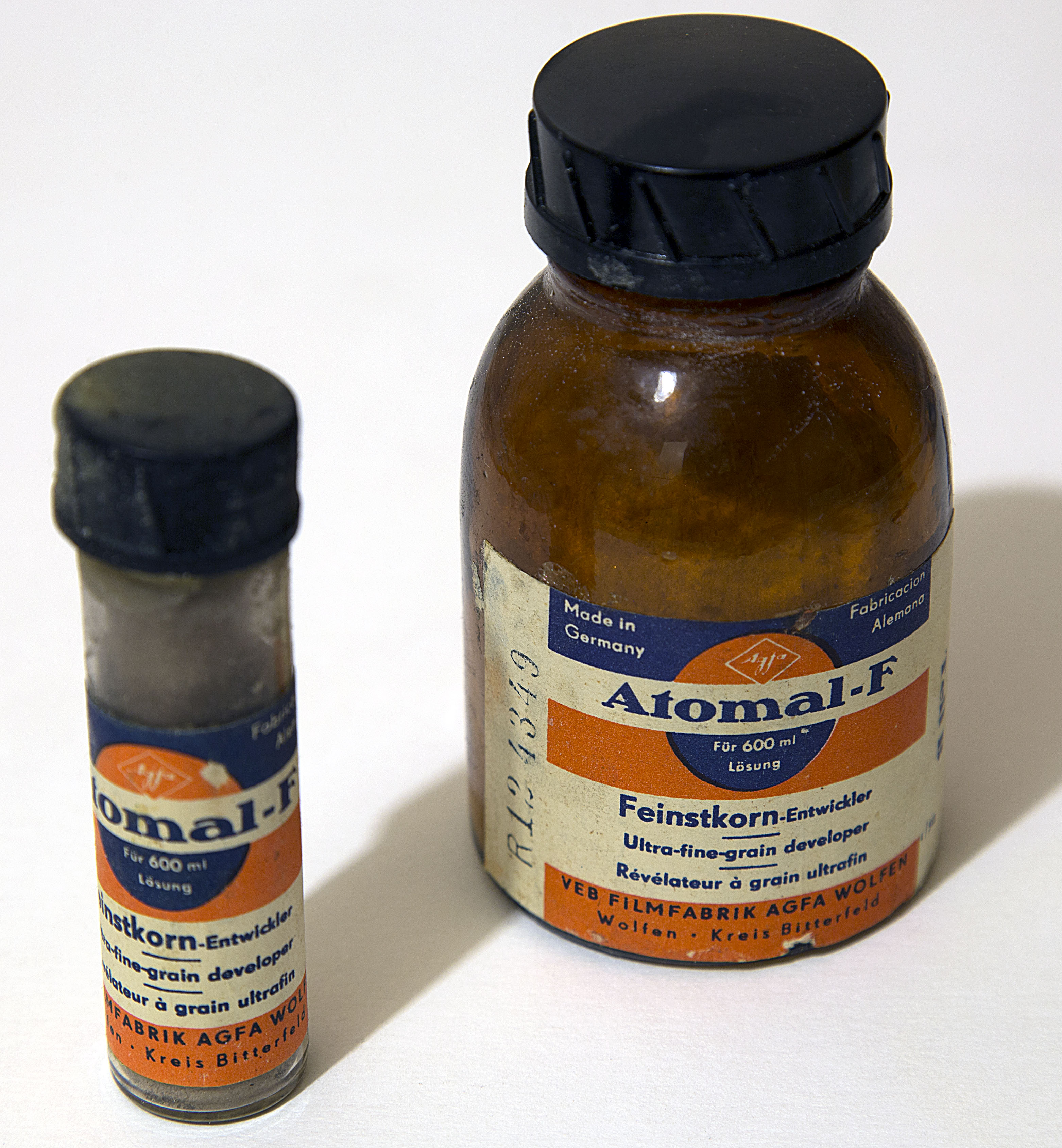
Комплект проявителя Agfa Atomal-F

Использовался в качестве особомелкозернистого проявляющего вещества. Входил в состав проявителей: May & Baker Promicrol, Agfa Atomal и Atomal F, Orwo A-49 и ортомикроль. Готовые проявители имели хорошую сохраняемость. В дальнейшем, в подобных рецептурах был заменён на ЦПВ-1 и вышел из употребления.
Помимо особой мелкозернистости, давал ряд других уникальных свойств:
- особую выравниваемость негативов, обрабатываемых в разбавленном проявителе[11];
- мелкозернистость сохранялась даже на высокочувствительных плёнках[11];
- полученные негативы визуально казались тонкими, но отпечатки с них имели отличную тонопередачу[11];
- проявители на основе смеси оксиэтилортоаминофенола с параоксифенилглицином сохраняли исходную чувствительность плёнки и мелкозернистость изображения, в отличие от других сверхмелкозернистых проявителей, с которыми светочувствительность обычно снижается в 2—3 и более раз. У проявителей на основе оксиэтилортоаминофенола, как единственного проявляющего вещества, наблюдается снижение чувствительности в 1,5—2 раза[14][12].